# 本亚明·亨里希斯
本亚明·帕·奎西·亨里希斯（德語：Benjamin Paa Kwesi Henrichs；1997年2月23日—）是一位具有加纳血统的德国足球运动员，于场上司职中场，現效力於德甲球隊RB萊比錫。自2014年开始代表德甲俱乐部勒沃库森的各级青年队效力。他在2015年签署了自己的首份职业合同，并自2015-16赛季起被纳入俱乐部的一线队大名单。

## 早期生活
亨里希斯出生于北莱茵-威斯特法伦州的城市博霍尔特，其父亲为德国人，母亲则来自加纳。他在家中还有一个妹妹。2015年，亨里希斯在其就读的、位于勒沃库森市分区奥普拉登，并以体育及足球著称的精英学校——卢卡斯县长文理中学放弃考取高中毕业文凭。
2016年8月，亨里希斯被德国足球协会授予弗里茨·瓦尔特奖的U19组别金奖。德国足协尤其认可其在2015-16赛季德甲以及在2016年U19欧锦赛期间的表现。作为随德国国家足球队前往亚平宁半岛参加国际比赛的一部分，亨里希斯连同球队及教练组于2016年11月14日在梵蒂冈谒见了天主教会首脑——教宗方济各。

## 俱乐部生涯

### 青年时期
亨里希斯最早是在位于科隆市分区波尔茨的俱乐部——波尔茨-格雷姆贝格霍芬（SpVg. Porz-Gremberghoven，现称“波尔茨1919”）开始踢足球，直至2004年加盟勒沃库森的8岁以下（U8）少年队。在勒沃库森，他相继升入各级青训梯队直至2016年的U19青年队。2015年4月，亨里希斯与队友卢卡斯·博德尔和马克·布拉什尼奇共同获得了自己的首份职业合同。

### 2015-16赛季
尽管亨里希斯自2015-16赛季便已名列一线队大名单，他在自己首个职业赛季的前半程仅入选过1次比赛阵容，但获出场亮相：在2015年9月20日以0比3不敌多特蒙德的比赛中，他完成德甲及正式比赛首秀，于第78分钟替换登场。而在美国奥兰多进行的冬歇期训练营期间，亨里希斯在测试赛中开始被当做右后卫及左后卫使用，并在当时仍不熟悉的位置上表现出令人信服的水准。
亨里希斯在欧洲联赛参加的首场比赛是2016年2月18日对阵里斯本竞技的三十二强淘汰赛次回合，他于第79分钟替换阿德米爾·穆罕默迪登场。2016年3月20日，他在2比0客场战胜斯图加特的德甲比赛中首次首发亮相，并像早在冬歇期训练营期间一样作为右后卫使用。由于勒沃库森阵中原本的边后卫球员相继因禁赛或受伤缺阵，亨里希斯在随后的德甲比赛中获得了更多的出场机会；主教练罗格·施密特盛赞亨里希斯的多样性，并在表示在未来会继续将他安排在这些位置上。至赛季结束，亨里希斯共获得10次出场机会，并有1次助攻。

### 2016-17赛季
在2016-17赛季伊始，亨里希斯便确立了自己的主力位置，他在球队的前九场正式比赛中登场八次。在这些比赛中，他都分别担任左或右边后卫的位置，并在比赛期间不曾改变。在2016年9月14日，亨里克斯在对阵莫斯科中央陆军的比赛中完成欧冠联赛首秀，并射入自己的首个入球，帮助球队以2比2战平对手。

## 国家队生涯
亨里希斯自15岁起便开始入选各组别的德国青年国家足球队。由于其母亲的出身，亨里克斯在代表德国成年组国家队参加首场正式比赛之前，都有机会选择为加纳足球协会效力，但他从来没有考虑过这一点。

### 青年队
亨里希斯代表德国U15的首秀是在2011年11月8日客场以3比5不敌波兰U15的比赛，并在这场比赛中促成了德国队的2个入球。
在马耳他举行的2014年U17欧锦赛期间，亨里希斯担任德国U17的队长。他还射入德国在本届赛事的唯一入球，并在分组赛阶段即遭淘汰。
2016年7月上旬，时任德国U19主教练的圭多·斯特赖克斯比尔将亨里希斯召入在德国本土举行的2016年U19欧锦赛参赛名单。他在球队参加的全部四场比赛中均首发出场，并仅在分组赛最后一场比赛的结束前几分钟被换下。在获得分组第三之后，德国U19又在争夺赛事第五名的比赛中通过点球大战以8比7击败荷兰U19。亨里希斯于点球大战中以第六顺位登场，并主罚命中，从而确保德国获得2017年U20世界杯的入场券。
2016年8月26日，亨里希斯又获得了时任德国U21主教练昆茨的征召，入选德国U21。七天后，他便在3比0战胜斯洛伐克U21的比赛中完成首秀，于第72分钟替补亮相。

### 成年队
2016年11月初，亨里希斯被时任德国国家足球队的勒夫召入，以备战对阵圣马力诺的世界杯预选赛和对阵意大利的友谊赛。在2016年11月11日举行的所述首场比赛中，他作为右后卫首发登场完成首秀，并帮助德国以8比0大胜对手。

## 荣誉及奖项
- 弗里茨·瓦尔特奖：U19组金奖（2016年）